# Љедњицке Ровње
Љедњицке Ровње (слч. Lednické Rovne) насељено је мјесто са административним статусом сеоске општине (слч. obec) у оокругу Пухов, у Тренчинском крају, Словачка Република.

## Становништво
| Година:    | 1994. | 2004.   | 2014.   | 2024.   |
| ---------- | ----- | ------- | ------- | ------- |
| Број људи: | 4004  | 4209    | 4097    | 3844    |
| Разлика:   |       | +5,11 % | -2,66 % | -6,17 % |

| Година:    | 2023. | 2024.   |
| ---------- | ----- | ------- |
| Број људи: | 3869  | 3844    |
| Разлика:   |       | -0,64 % |

Према подацима о броју становника из 2024. године насеље је имало 3844 становника.